# Air Luxor

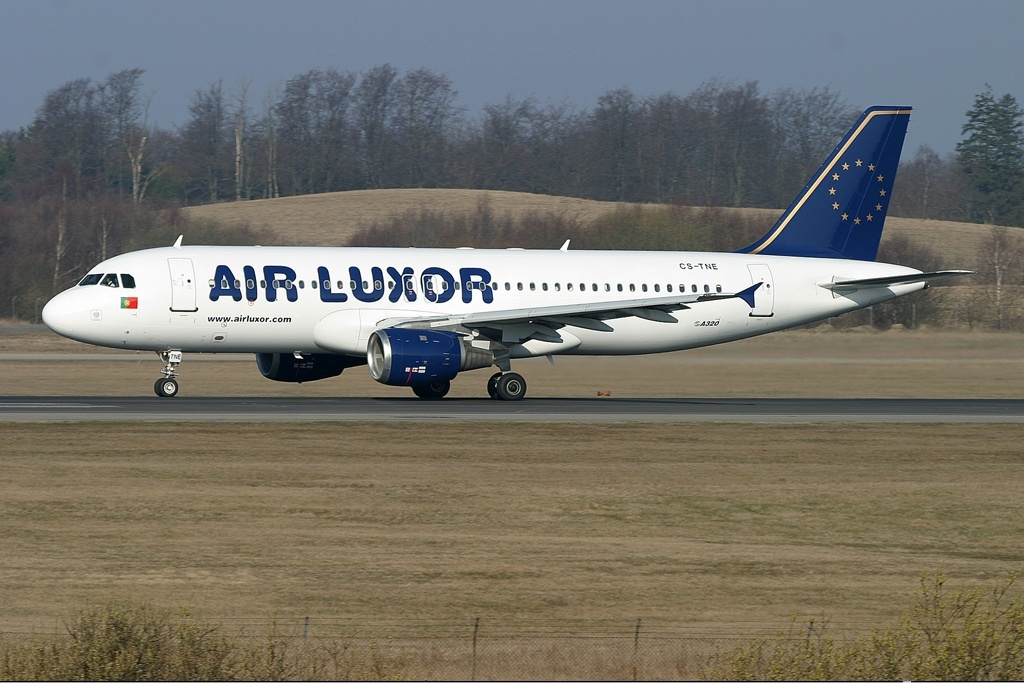
Avion de la Luxor

Air Luxor (Code AITA : LK ; code OACI : LXR) était une compagnie aérienne portugaise, de type bas coûts.
Air Luxor disposait d'un réseau composé de plus de 40 destinations, pour la majorité saisonnières. En outre, elle offrait des vols réguliers à destination et en provenance de Lisbonne, Porto, Funchal, Paris, São Tomé et Guinée-Bissau.
Cette compagnie n'existe plus depuis début 2006. Elle a cédé son activité commerciale française à la compagnie Aigle Azur.

## La maintenance d’Air Luxor
Air Luxor avait la capacité de maintenance en ligne pour les aéronefs Airbus A319-320-321 (visite A inclus), Airbus A330 (visite A inclus), Lockheed Tristar L1011-500 et Falcon 20 (visite A inclus), et capacité de maintenance en ligne et de petit entretien pour le Cessna 560 Encore, Cessna 750 et Falcon 900B.
Les services de maintenances d’Air Luxor étaient certifiés suivant les normes PART 145, niveau standard de la Communauté européenne (actuellement normalisé entre les divers pays membres de l'Agence européenne de la sécurité aérienne (EASA) - European Aviation Safety Agency.)

## Histoire
Air Luxor était une compagnie aérienne privée portugaise fondée le 14 décembre 1988 par la famille Mirpuri qui disposait à l’époque d’une petite flotte d’avions privés utilisés pour leurs voyages particuliers et d’affaires opérant principalement au Portugal et en Espagne.
À la fin des années 1980, au moment de la libéralisation du transport aérien en Europe, la famille Mirpuri a décidé de transformer la structure dédiée à l’aviation privée en une compagnie aérienne commerciale afin d’élargir ses activités de trafic en tous genres.
C’est en 1997 qu’un département charter est créé et en 2001, le lancement de la rotation Funchal permet à Air Luxor de devenir compagnie aérienne régulière.
L’objectif étant d’offrir un service raffiné et personnalisé, le mot clé retenu fut « luxo » (luxe en français) et c’est ainsi que naquit la marque Air Luxor.
En 2005, la compagnie a adopté une nouvelle stratégie. Le nom de la compagnie a été modifié, pour devenir Hifly. 
Début 2006, fin de la compagnie qui fit faillite. La compagnie Air Luxor a cédé son activité commerciale française à la compagnie Aigle Azur.

## Certificats et récompenses
Certification ETOPS – 1re en Europe et 4e au monde dans la flotte A320, certifiée par l’INAC.
Fiabilité (qualité et sécurité) technique – 99,6 % valeur au-dessus de la moyenne mondiale reconnue par Airbus Industries
Certification Internationale attribuée par FAA (Federal Aviation Authority) et par Air Transport du Canada.
Training Award – Le département de formation Air Luxor a été invité à former les pilotes d’Airbus Industries et de compagnies aériennes internationales.
Air Luxor est la seule compagnie au Portugal à équiper ses 9 avions Airbus avec des moteurs écologiques plus chers que les moteurs classiques mais qui réduisent les émissions de gaz polluants de 40 %.
Médaille d’argent du mérite touristique 2002 attribuée par le gouvernement portugais.
Récompense Friend of Thailand Award offerte pour la première fois à une entreprise portugaise par le tourisme de la Thaïlande en 2002.
Tout au long de ses 16 années d’activité, Air Luxor maintient un record de sécurité.
Le commandant Carlos Mirpuri fondateur et vice-président d’Air Luxor a représenté en 2003 le Portugal comme spécialiste des opérations dans le cadre du JOEB (Joint Evaluation Board) prodiguant une aide importante pour le programme de mise en place du nouveau Airbus A318.